# ديفيد ساول مارشال
ديفيد ساول مارشال (12 آذار / مارس 1908 – 12 كانون الأول / ديسمبر 1995) سياسي ومحامي سنغافوري شغل منصب أول رئيس وزراء لسنغافورة من عام 1955 إلى عام 1956. وكان مؤسس ورئيس حزب العمال السنغافوري (WP). مارشال كان له دور أساسي في المفاوضات التي أدت إلى أستقلال مالايا.

## النشأة والتعليم
ولد مارشال في سنغافورة في عام 1908، لأبوين من اليهود الشرقيين، الذين هاجروا إلى سنغافورة من بغداد، حيث كانوا يديرون شركة. كان أسم عائلته الأصلي مشعل، والذي تم تأليفه لاحقاً بأسم مارشال. كان لديه ستة أشقاء على الأقل. ذهب أخوه، جوزيف سول مارشال، إلى أستراليا وتوفي في عام 1945 (في ضاحية سيدمان في موسمان) في ظروف غريبة والتي من المحتمل أن تكون مرتبطة بقضية تمام شد.
تلقى ديفيد تنشئة يهودية أرثوذكسية صارمة. تلقى تعليمه في مؤسسة القديس يوسف، مدرسة القديس أندرو، وبعد ذلك حضر معهد رافلز، وجامعة لندن.

## المهنية وخدمة الحرب
بعد تخرجه من جامعة لندن، تم أستدعاء مارشال إلى نقابة المحامين في المعبد الأوسط، لندن في عام 1937 وعاد إلى سنغافورة لبدء مهنة القانون.
في عام 1938، بعد الأحتلال الألماني لتشيكوسلوفاكيا، تطوع مارشال للخدمة العسكرية مع الوحدة أحتياطية البريطانية، وهي قوة من المتطوعين في مستوطنات المضيق. تم تعيينه في "B"، الكتيبة الأولى (1SSVF) - وهي مؤلفة في الغالب من المغتربين من أوروبا القارية. تم أعتقاله لفترة وجيزة من قبل الشرطة العسكرية بعد أعتراضه على أنه هو والمتطوعين الآخرين المصنفين على أنهم «آسيويون» تم الدفع لهم بنصف السعر الذي أستلمه أعضاء «أوروبيون» من قوات الأمن الخاصة.
في شباط / فبراير عام 1942، رأى الإجراءات ضد الجيش الإمبراطوري الياباني في طريق هولندا خلال الأيام القليلة الماضية من معركة سنغافورة. أصبح مارشال أسرى الحرب. بعد الأستسلام البريطاني. كان محتجزًا في سجن شانغي في البداية قبل إرساله إلى معسكر العمل الجبري في اليابان
بعد تأمله في تجربته كسائر الأسرى، علّق مارشال قائلاً:
علمني [الأحتلال الياباني] التواضع... لقد علمتني ثلاث سنوات ونصف السنة كسجين التواضع... أدركت [كسجين حرب ياباني] بأن البشرية قادرة على القسوة الباردة. يمكن أن أكون غاضباً، وليس لدي أدنى شك في أنني أستطيع أن أكون قاسياً لمدة خمس أو عشر دقائق. لكن القسوة اليابانية كانت بدم بارد ودائم وأبدي. إن عدم إنسانية الإنسان للإنسان في الواقع، في الحياة الواقعية، جعلت وجوده معروفاً لي عندما أصبحت سجيناً ورأيته في العمل. بالطبع، لقد عرفت القسوة من قبل. لكن القسوة الدائمة، طويلة الأجل، الباردة، الدم البارد، لم أختبرها من قبل، ولا حتى من الإمبرياليين البريطانيين مهما كانوا متغطرسين. كانت تلك صدمة كبيرة، والشعور بأن البشر هنا هم الذين لم يكونوا على نفس الطول الموجي مثلي على الإطلاق، الذين لم يكونوا بشرًا من وجهة نظري.
هاجرت معظم عائلة مارشال إلى أستراليا قبل بدء الحرب.
بعد أنتهاء الحرب أمضى مارشال بعض الوقت مع عائلته في أستراليا، قبل عودته إلى سنغافورة في عام 1946.
أصبح محام جنائي ناجح وبارز. أشتهر مارشال ببلاغته الحادة وموقفه الفاضح، وأدعى بأنه حصل على 99 حكماً من أصل 100 قضية دافع عنها بتهمة القتل خلال فترة حكمه في سنغافورة أمام هيئة محلفين. عندما ألغى لي كوان يو فيما بعد نظام هيئة المحلفين في سنغافورة (1969)، أشار إلى سجل مارشال كدليل على «عدم كفاءتها».

## حياته السياسية
في أبريل 1955، قاد مارشال حزب العمل اليساري إلى فوز ضيق في أول أنتخابات للمجلس التشريعي في سنغافورة. وشكل حكومة أقلية وأصبح رئيسًا للوزراء. أستقال في أبريل 1956 بعد فشل وفد إلى لندن للتفاوض من أجل الحكم الذاتي الكامل. كان بديله كرئيس للوزراء هو ليم يوه هوك.
بعد أستقالته، زار مارشال الصين لمدة شهرين بدعوة من تشوان لاي، رئيس مجلس الدولة الصينى. أتصل به ممثل لمجموعة من أكثر من 400 يهودي روسي تم رفضهم بالخروج من شنغهاي من قبل السلطات الصينية، تحدث مارشال مع تشوان وتمكنوا من إطلاق سراحهم.
بعد عودته من الصين، بقي مارشال على الجوانب الخلفية قبل ترك جبهة العمل وعضواً في الجمعية التشريعية عام 1957، وتأسيس حزب العمال في سنغافورة (WP).
في 7 نوفمبر 1957، أسس حزب العمال. الذي فاز في الأنتخابات الفرعية في أنسون في 15 يوليو 1961.
خسر مقعده في عضوية إحدى دائرات كيرنهيل إلى ليم يوه هوك، رئيس الوزراء، في الأنتخابات العامة لعام 1959 كمرشح حزب العمال، لكنه فاز في عضوية دائرة أنتونس في الأنتخابات الفرعية لعام 1961. بعد أن خسر مقعده مرة أخرى في الأنتخابات العامة عام 1963 كمرشح مستقل، عاد إلى ممارسة القانون وظل نشطًا في السياسة حتى بعد أن أصبح جي. بي. جياريتنام قائد فرقة العمل عام 1972.
من عام 1978 إلى عام 1993، شغل مارشال منصب سفير سنغافورة في فرنسا والبرتغال وإسبانيا وسويسرا. وكسفير، دافع مارشال دائمًا عن مصالح سنغافورة، على الرغم من أختلافه مع حكومة لي كوان يو. تقاعد من السلك الدبلوماسي في عام 1993.

## الموت والذكرى
توفي مارشال في عام 1995 من سرطان الرئة.
في عام 2011، تبرعت مؤسسة مارشال بتمثال نصفي لمارشال أنشأه النحات الهنغاري بيتر لامبدا إلى المحكمة الصورية لمدرسة القانون التابعة لجامعة سنغافورة للإدارة، والتي سُميت بأسم مارشال. أعربت أرملة مارشال عن أملها في أن تُلهم هذه الجزية جميع طلاب القانون في جامعة ميلووكيميديا لمتابعة صفات الشغف والجهد والشجاعة والنزاهة التي ميزت إنجازات زوجها الراحل.

## وصلات خارجية
- ديفيد ساول مارشال على موقع الموسوعة البريطانية (الإنجليزية)
- ديفيد ساول مارشال على موقع مونزينجر (الألمانية)
- Yadav، Dharmendra (8 أغسطس 2006). "Meeting David Marshall in 1994". Think Happiness [blog]. مؤرشف من الأصل في 2014-02-16.

| المكاتب السياسية         | المكاتب السياسية                                                 | المكاتب السياسية         |
| ------------------------ | ---------------------------------------------------------------- | ------------------------ |
| سبقه تم إنشاؤه حديثاً     | رئيس وزراء سنغافورة 6 نيسان / أبريل 1955 – 7 حزيران / يونيو 1956 | تبعه ليم يو هوك          |
| برلمان سنغافورة          |                                                                  |                          |
| سبقه تم إنشاؤه حديثاً     | عضو الجمعية التشريعية على كايرنهيل 1955-1957                     | تبعه سوه غيه سون         |
| سبقه محمد عارف بن بهاردي | عضو في الجمعية التشريعية أنسون 1961-1963                         | تبعه جوفينداسوامي بيروال |